# Knud Heinesen
Knud Rasmussen Heinesen (* 26. September 1932 in Kerteminde, Odense Amt; † 8. Januar 2025) war ein dänischer Wirtschaftsmanager und Politiker der Socialdemokraterne, der unter anderem Unterrichts-, Haushalts-, Finanzminister und Minister für öffentliche Arbeiten war.

## Leben

### Studium, Lehrer und Vorsitzender des Rundfunkrates
Heinesen begann nach dem Besuch des Aurehøj Gymnasium in Gentofte Kommune 1951 ein Studium der Politikwissenschaften, das er 1959 als Candidatus politices (Cand.polit.) beendete. Im Anschluss wurde er Lehrer an der Arbeiterhochschule (Arbejderhøjskolen) in Roskilde, ehe er im Jahr darauf eine Tätigkeit in der Arbeiterbewegung und dem Gewerkschaftsverband LO (Landsorganisationen i Danmark) begann. Zunächst wurde er 1960 Sekretär des Arbejderbevægelsens Erhvervsråd (AE), einer Analyse- und Forschungsinstitution sowie Denkfabrik der Arbeiterbewegung und der LO, und war zwischen 1961 und 1962 Landesvorsitzender des sozialdemokratischen Studentenverbandes Frit Forum.
1962 kehrte Heinesen zur Arbeiterhochschule Roskilde zurück und wurde als 30-Jähriger deren Rektor. Die dortige Arbeit und auch sein privates Interesse führten dazu, dass er die Kulturpolitik seiner Partei entscheidend mitbestimmte. 1963 wurde er Mitglied des Rundfunkrates (Radiorådet), höchstes Organ der öffentlich-rechtlichen Rundfunkanstalt Danmarks Radio, und fungierte zwischen 1967 und 1971 als dessen Vorsitzender. In dieser Funktion befand er sich oftmals im Mittelpunkt öffentlicher Debatten und erreichte dadurch landesweit Bekanntheit, wobei seine Führungszeit durch Toleranz und Sachlichkeit geprägt war, obwohl seine politische Neigung zur Socialdemokraterne bekannt war.
Nach seiner Wahl zum Vorsitzenden des Rundfunkrates legte er sein Amt als Rektor der Arbeiterhochschule Roskilde nieder und war zunächst von 1967 bis 1968 Geschäftsführer des Prüfungsverbands (Det kooperative fællesforbund) und danach zwischen 1969 und 1971 Lektor an der Wirtschaftshochschule Kopenhagen.

### Abgeordneter und Unterrichts- und Haushaltsminister
Bei der Wahl vom 21. September 1971 wurde Heinesen als Kandidat der Socialdemokraterne erstmals zum Mitglied des Folketing gewählt und vertrat dort den Wahlkreis Søndre-Amagerbro.
Am 11. Oktober 1971 wurde er von Ministerpräsident Jens Otto Krag zum Unterrichtsminister (Undervisningsminister) in dessen dritte Regierung berufen und bekleidete dieses Ministeramt auch unter Krags Nachfolger Anker Jørgensen in dessen erster Regierung bis zum 27. September 1973. Als Unterrichtsminister legte er im April 1972 Pläne zur Neuorganisation der Volksschulen vor, die eine Schließung oder Zusammenlegung einzelner Schulen vorsah. Des Weiteren kam es im Mai 1972 zur Gründung des Planungsrates für Forschung sowie zur Auflösung des Rask-Ørsted-Fond und damit zu einer Neugestaltung der Verteilung von Forschungsmitteln. Dabei beteiligte er sich nachhaltig an den dazu notwendigen Gesetzgebungsverfahren sowie den Beratungen in den Sachgruppen des Ministeriums.
Im Rahmen einer Kabinettsumbildung wurde er dann erster Haushaltsminister (Budgetminister) und übte dieses Amt dann bis zum Ende von Jørgensens Amtszeit am 19. Dezember 1973 aus. Seine Nachfolgerin als Unterrichtsministerin wurde Ritt Bjerregaard. Danach war er zwischen 1974 und 1975 erneut Mitglied des Rundfunkrates.

### Finanzminister und Minister für öffentliche Arbeiten
Nach dem Wahlsieg der Sozialdemocraterne bei der Folketingswahl vom 9. Januar 1975 berief ihn Ministerpräsident Anker Jørgensen am 13. Februar 1973 zum Finanzminister (Finansminister) in dessen zweite Regierung und bekleidete dieses Ministeramt bis zu den Änderungen nach der Folketingswahl vom 23. Oktober 1979 und der damit verbundenen Ablösung durch Svend Jakobsen am 26. Oktober 1979. Zuvor hatte er erklärt, dass er wegen unterschiedlicher Ansichten in der Finanzpolitik auf eine Neuberufung in die vierte Regierung Jørgensen verzichten würde.
Allerdings wurde er unmittelbar darauf zum Vorsitzenden der sozialdemokratischen Fraktion im Folketing gewählt und auf dem Parteitag der Socialdemokraterne im September 1980 erfolgte auch seine Wahl zum Vize-Vorsitzenden der Partei. Als Stellvertreter Anker Jørgensens prägte er damit nachhaltig den politischen und organisatorischen Kurs der Sozialdemokraten. Zwischenzeitlich war er von 1980 bis 1981 auch Mitglied der Telefongesellschaft KTAS (Kjøbenhavns Telefon Aktieselskab).
Am 15. Oktober 1981 übernahm er als Minister für öffentliche Arbeiten (Minister for offentlige Arbejder) doch ein Ministeramt in der vierten Regierung Jørgensen und wurde damit Nachfolger von Jens Risgaard Knudsen.
In der am 30. Dezember 1981 gebildeten fünften Regierung Jørgensen übernahm er dann jedoch knapp zwei Wochen später wieder das Amt des Finanzministers und bekleidete dieses Amt bis zum Ende von Jørgensens Amtszeit am 10. September 1982.

### Wirtschaftsmanager
Heinesen, der als möglicher Nachfolger von Anker Jørgensen als Vorsitzender der Socialdemokraterne gesehen wurde, legte 1985 sein Abgeordnetenmandat im Folketing nieder und zog sich aus dem politischen Leben zurück.
Stattdessen übernahm er Funktionen in der Wirtschaft und war zunächst zwischen 1985 und 1989 Direktor von Københavns Lufthavne, der Betreibergesellschaft des Flughafens Kopenhagen-Kastrup sowie des Flughafens Kopenhagen-Roskilde. Danach war er von 1989 bis 1991 erst Vorstandsvorsitzender des Reiseveranstalters Spies/Tjæreborg sowie zwischen 1991 und 1995 Geschäftsführender Direktor von BRFkredit A/S und der BRFholding A/S. 1988 wurde ihm der Ehrenpreis der Tageszeitung Berlingske verliehen.
Neben diesen Tätigkeiten war Heinesen zwischen 1994 und 2003 Vorstandsmitglied von TDC A/S, der größten Telefongesellschaft Dänemarks, sowie zeitgleich von 1995 bis 2003 der Pensionskasse ATP (Arbejdsmarkedets Tillægspension). Ferner war von 1996 bis 1998 Vorstandsmitglied des Finanzdienstleisters Finansieringsfonden af 1992, zwischen 1998 und 2001 der sozialdemokratischen Tageszeitung Aktuelt sowie von 2000 bis 2002 des staatlichen Eisenbahnunternehmens DSB (Danske Statsbaner)